# Hyattella cavernosa
Hyattella cavernosa är en svampdjursart som först beskrevs av Peter Simon Pallas 1766.  Hyattella cavernosa ingår i släktet Hyattella och familjen Spongiidae.
Artens utbredningsområde är Karibiska havet. Inga underarter finns listade i Catalogue of Life.